# ヤマノイモ科
ヤマノイモ科（ヤマノイモか、Dioscoreaceae）は単子葉植物の科で、8属、800種ほどからなるが、大多数はヤマノイモ属（Dioscorea）に属する。草本または低木、多くがつる性。地下茎または担根体（いも）をもつ。
花は6枚の花被、6または3本の雄蕊をもち、子房下位。大部分の種で単性花で、雌雄異株のものが多い。果実は3室に分かれ、蒴果（ヤマノイモ属の種子は扁平で翼がある）、液果または翼果となる。
世界の熱帯から温帯に分布し、特に熱帯に多い。ヤマノイモ属にはヤマノイモ、ナガイモなどのほかヤムと総称されるいも類が含まれ、熱帯の一部では重要な作物である。芋の他にもむかごも多く利用される。

## 分類
狭義のヤマノイモ科6属（一部をヤマノイモ属にまとめる説もある）と、形態が大きく異なる他の2属（Avetra と Trichopus：Trichopodaceae科として分けることもある）とに分けられる。前者はつる性または低木で、葉腋から花序（総状、穂状または円錐）を出す。後者は地下茎からロゼット状に茎が出て、先に1-3個の両性花がつき、その根元に葉が1枚だけつき、インド洋沿岸に隔離分布する。
- Borderea
- Dioscorea ヤマノイモ属
  - Dioscorea alata L
    - 主に熱帯・亜熱帯で生産される。日本でも一時期生産したが、寒さに弱いため現在はほとんど栽培されていない。ダイジョと呼ぶことが多い。外見は紡錘形、長楕円形、扇型、棒状と多種多様な形がある。

  - Dioscorea bulbifera
    - 日本にも自生しニガカシュウと呼ばれる。名前の通り苦く有毒の雑草だが、熱帯地方を中心に食用や薬用に多くの品種がある。芋はあまり大きくならず、むかごの方が多く利用され、中には「宇宙イモ」と呼ばれる巨大なむかごをつける品種もある。

  - Dioscorea polystachya
    1. 丸みを帯びた形 - 大和芋・伊勢芋・丹波芋などが代表例。地域によっては「つくね芋」とも呼ぶ。
    2. 扁平で片方が扇に広がる形 - 形から植物のイチョウの葉を連想させ、イチョウ芋という。地域によっては大和芋と混同され、別名で「仏掌芋」とも呼ぶ。
    3. 長楕円形や、棒状に伸びた長さのある形 - 長芋が代表例。細長く伸びたものは外見から自然薯と混同される場合もあるが、別種である。1年で収穫できることから別名で「一年芋」とも呼ぶ。

  - Dioscorea japonica
    - ヤマノイモ（自然薯）。日本に古くから自生し、滋養強壮の効果があるとして食用・薬用と用いる。うねりのある細長く棒状に伸びた形が代表例だが、長芋のように真っ直ぐに伸びた形もある。収穫までに3年 - 4年かかることもある品種。
- Epipetrum
- Rajania
- Stenomeris
- Tamus
- Avetra
- Trichopus

APG植物分類体系ではタシロイモ科（Taccaceae）もヤマノイモ科に含める。